# 普雷蒂羅克鎮區 (北達科他州格蘭特縣)
普雷蒂羅克鎮區（英語：Pretty Rock Township）是位於美國北達科他州格蘭特縣的一個鎮區。

## 地方資料
普雷蒂羅克鎮區的面積為92.78平方千米，當中陸地面積為92.76平方千米，而水域面積為0.02平方千米。根據2020年美國人口普查的數據，當地共有人口16人，而人口密度為每平方千米0.17人。